# Gyde Spandemager
Gyde Spandemager (morte en 1543) est une supposée sorcière danoise. Elle est l'une des premières femmes brulée pour sorcellerie au Danemark et en Scandinavie. 

## Contexte
En 1543, le roi Christian III du Danemark rassemble une flotte de guerre de 40 navires pour chasser une flotte impériale néerlandaise de la côte de la Norvège aux Pays-Bas. En face de Helsingør, la flotte est bloquée par manque de vent et le projet échoue. L'échec est imputé à Gyde Spandemager, qui aurait rassemblé un groupe de sorcières dans une vallée hors de la ville et jeté un sort aux navires. Spandemager est arrêtée et interrogée sous la torture. 

## Procès
Le procès contre Spandemager conduit à l'accusation de plusieurs personnes en 1543-1545, toutes accusées d'avoir « enchanté le navire de Sa Majesté, afin de l'empêcher de prendre le vent ». Spandemager est décrite comme l'épouse d'un marchand. Son procès est conduit par le gouverneur royal Eske Bilde. Elle avoue sa culpabilité sous la torture et donne les noms de plusieurs personnes, des femmes, des hommes, également des vicaires, ce qui conduit à l'expansion du procès pour sorcellerie. Elle dit que les enchantements ne disparaîtront pas à moins qu'elle ne soit autorisée à les supprimer elle-même. Les personnes désignées sont arrêtées et torturées « si fort que leurs membres ont été séparés » (Malmö, 3 décembre 1543), mais aucune autre personne n'avoue de crime de sorcellerie. La femme d'un marchand d'Helsingör est libérée après que les citoyens de la ville lui donne un alibi disant qu'elle a été vue ailleurs lorsqu'elle était supposée avoir lancé l'enchantement. En novembre 1543, le roi demande que « l'ancien directeur légitime des sorcières » soit brûlée, conduisant Spandemager à être interrogée longuement puis brûlée en 1543. 
C'est le troisième procès pour sorcellerie au Danemark, après Karen Grottes et Bodil Lauritzen, qui furent brûlés à Stege en 1539. En 1530, les « épouses de Lars Kylling et Jørgen Olsen » furent brûlées à Bornholm, mais l'île était à cette époque dirigée par Lübeck et donc non-danoise. 

## Contexte
C'est le premier des trois cas célèbres où des catastrophes marines sont imputées à la sorcellerie aboutissant à des procès pour sorcelleries au Danemark.  
En 1566, plusieurs navires danois coulent lors d'une tempête près de Gotland ; les femmes de Copenhague sont accusées d'avoir provoqué la tempête pour garder des marchandises qui leur avaient été confiées par l'un des capitaines des navires coulés. Elles sont arrêtées, jugées et brûlées.  
En 1589, les femmes de Copenhague sont accusées d'avoir détourné la flotte qui devait emmener Anne de Danemark à son mariage avec le roi Jacques VI d'Écosse vers la Norvège en créant une tempête.   

## Voir également
- Anna Koldings
- Anne Palles